# オイゲン・ゴルトシュタイン
オイゲン・ゴルトシュタイン（Eugen Goldstein、1850年9月5日 - 1930年12月25日）は、ドイツの物理学者。放電管の初期の研究者であり、陽極線の発見者である。陽子の発見者とされることもある。偉大なバイオリニストであるミハイル・ゴルトシュタインとボリス・ゴールドシュタインの大叔父に当たる。

## 生涯
1850年に現在グリヴィツェとして知られているGleiwitz Upper Silesiaでユダヤ人の家に生まれる。ヴロツワフで学んだ後にヘルムホルツの下でベルリンで学んだ。1878年から1890年までベルリン天文台に勤務したが、キャリアのほとんどをポツダム天文台で過ごし1927年にはそこの天文物理学部門の長になっている。1930年に死去し、ベルリンのWeißensee墓地に埋葬されている。

## 業績
19世紀中ごろ、ユリウス・プリュッカーは放電管（クルックス管）で放射された光とグローに及ぼす磁場の影響を研究した。その後1869年にヨハン・ウィルヘルム・ヒットルフは陰極から広がるエネルギー線を使った放電管を研究した。これらの光線は管のガラスの壁に当たった際に蛍光を発し、固体の物体により遮られたときには影を落とす。
1870年代にゴルトシュタインは放電管の自身の調査を引き受け、他の人により研究された発光をKathodenstrahlen、陰極線と命名した。陰極線のいくつかの重要な性質を発見し、後の最初の亜原子粒子である電子の同定に寄与した。また、陰極線が金属表面から垂直に放射され、エネルギーを運んでいることを発見した。クルックス管から放射されたグローの中のスペクトル線のドップラーシフトによりその速度の測定を試みた。
1886年、穴の開いた陰極が入った管も陰極端でグローを発することを発見した。後に負に帯電した陰極から正に帯電した陽極に向かって移動する電子として認識される既に知られていた陰極線に加え、反対方向に進むもう1つの線があると結論付けた。この後者の線は陰極の穴や溝を通ったので、これをKanalstrahlen（カナル線）と呼んだ。これは正イオンから構成され、その正体は管内の残留気体に依存する。同じくヘルムホルツの学生であったヴィルヘルム・ヴィーンが後にカナル線の広範な研究を行い、この研究は質量分析の基本部分となった。
最大のe/m比を持つ陽極線は水素気体(H2)から来ており、H+イオンからなる。言い換えれば、この線は陽子でできている。厳密にいうと陽子のe/m比を測定し発見したとされるのはヴィーンであるという議論もあるが、ゴルトシュタインのH+の陽極線の研究は明らかに初めての陽子の観測である。
放電管を用いて彗星の調査も行った。陰極線の経路に置かれたガラスや鉄の小さなボールのような物体は彗星の尾を彷彿とさせるような挙動で外側に広がり側面への二次放射を生成する。写真や追加情報についてはHedenusの研究参照。